# Tijelovo
Tijelovo, punim nazivom Svetkovina Presvetog Tijela i Krvi Kristove (lat. Dies Sanctissimi Corporis et Sanguinis Domini Iesu Christi, skraćeno Corpus Christi, Tijelo Kristovo), kršćanska je euharistijska svetkovina koja se slavi u četvrtak nakon svetkovine Presvetoga Trojstva, to jest deveti četvrtak nakon Uskrsa. U Hrvatskoj je to, kao i u brojnim većinski katoličkim državama, neradni dan. 
U nekim se hrvatskim krajevima naziva i Tilovo, Brašančevo, Brošančevo, Brešančevo, Božji dan, Božji don, Božji blagdan, a u okolici Dubrovnika i na Pelješcu Korosante (prema tal. Corpo Sancto, Sveto Tijelo). 
U katoličkom liturgijskom kalendaru svetkovinom Tijelova započinje Tijelovska osmina, koja završava blagdanom Presvetoga Srca Isusova. 
Grkokatolici proslavljaju praznik Tijelova pod nazivom "Presveta Euharistija" prvog četvrtka nakon nedjelje Svih svetih (nedelja nakon Duhova ili Pedestenice).
Svetkovina Tijela i Krvi Kristove izrasla je iz štovanja Presvetog Oltarskog Sakramenta, koji se po katoličkim crkvama (i pravoslavnim te orijentalnim) u svetohraništima (tabernakulima) s posebnim poštovanjem čuva i izvan Svete Mise. Službeno odobreni obredi procesija s Presvetim Oltarskim Sakramentom izvan crkvenih prostora postoje od 13. stoljeća, kada nastaju i tijelovski liturgijski obrasci koji se koriste do danas. Od širenja protestantizma – u kojemu se u principu ne vjeruje u stvarnu Isusovu prisutnost u Presvetom Oltarskom Sakramentu – u 16. stoljeću, u zemljama kršćanskog zapada je svetkovanje Tijelova snažan vanjski znak potvrđivanja pripadnosti neke društvene zajednice katoličanstvu.  
Jedan je od idejnih blagdana koji su duboko ukorijenjeni u životu Katoličke Crkve. Povijesna podloga i razvoj počeli su od 8. stoljeća, a službenu potvrdu dobili su u 13. stoljeću, kada su se sastavili euhološki obrasci koje se nije mijenjalo do današnjih dana. Slavljenje se na cijelo zapadno kršćanstvo proširilo u 14. stoljeću. Augustinska redovnica Sveta Julijana iz samostana kod Liègea u Belgiji imala je viđenje punoga mjeseca na kojemu je zapazila mrlju. Pun mjesec protumačila je kao Crkvu, a mrlju kao nedostatak blagdana kojim bi se častio Presveti oltarski sakrament. Na njezinu molbu mjesni je biskup za svoju biskupiju uspostavio blagdan koji se u početku zvao blagdan Euharistije. Sveta Julijana i njezini suvremenici promicali su ideju toga blagdana i željeli su da se slavi u čitavoj Crkvi. Papa Urban IV. 1264. objavio je bulu kojom blagdan Euharistije nastoji proširiti na čitavu Crkvu, no preuranjena ga je smrt spriječila u tome. Tek je u 14. stoljeću papa Ivan XXII. proširio blagdan na cijelu Katoličku Crkvu. 

## Povijest
Izjavom pape Grgura VII. († 1085.) o vremenu „otkad je Teutoncima dana uprava naše Crkve“ vremenski je početa promjena u rimskoj liturgiji, tzv. gregorijanska reforma. Vrijeme je to kada se iznova kodificirani rimski obred nameće na cijelo područje kojim vladaju merovinški i karolinški vladari. Tijekom njihovih posjeta Rimu svečanosti i ceremonije papinskog dvora, ljepota rimskog stila, skandiranje pri izgovoru, sročenost i odmjerenost u euhološkim obrascima ostavljaju duboki dojam. Želeći prenijeti doživljaj i ljepotu rimskih slavlja oni pri povratku u svoje zemlje sa sobom nose sakramentare i ordine kojima se služe rimske crkve. Na carevu molbu poslije se šalju i originalne liturgijske knjige. 
Poradi nedostatka obrazaca za pojedine blagdane stvaraju se novi koji nisu vlastiti rimskoj liturgiji. Dodaju se galski elementi koji su im dali „oznaku dramatičnosti i maštovitosti“ koji dodaju „poticaj osjećajima, mašti i srcu na što su ti narodi bili uvelike navezani“. Problemi koji će nastati proizlaze iz dodatne činjenica da narod van Italije nije poznavao latinski jezik. Kako bi se približilo otajstvo narodu dolazi do alegorijskog tumačenja slavlja. Sudjelovanje i razumijevanje liturgijskih slavlja svodi se na puko promatranje, a pričest vjernika postaje jako rijetka te se nadomješta gledanjem. 
Pronalazimo svjedočanstva o važnosti podizanju hostije poslije posvete i o njenom pokazivanju narodu, „a čak su i za kadioničara bile dane upute da pazi kako kod incenzacije za vrijeme podizanja ne bi dimom od tamjana zamaglio vjernicima Presveto“. Plod svega rečenog dovodi do nerazumijevanja te do raznih praznovjerja. Ljudi su vjerovali da za vrijeme promatranja podignute hostije neće starjeti, da će im se sačuvati vid, da vrijeme gledanja hostije produžuje život i skraćuje vrijeme ispaštanja od zaslužene kazne. Ovakvo podneblje i razumijevanje bili su idealni za nastanak idejnih blagdana.

## Tijelovska procesija
S vremenom se uz blagdan vezuje teoforička procesija. Niti Urban IV. niti njegovi nasljednici koji su promicali blagdan ne spominju procesiju po gradskim ulicama. Prvi spomeni su u Kölnu 1274. godine, a nedugo nakon toga i u Zagrebu 1279. godine. U Rimu se procesija uvodi oko 1350. godine i u njoj redovito sudjeluje papa. Zanimljiv je podatak iz 1320. godine, gdje sabor u Sensu govori da je procesija „u ove dane uvedena nekako božanskim nadahnućem“. U povorku se uvode elementi procesija prosnih dana (kvatri) s četiri postaje na četiri strane svijeta te čitanjem Evanđelja, molitava i blagoslovom. Na ovaj način u molitve se uključuju zazivi za opći napredak, protiv zala, nepogoda i pogibelji, te nakane cijele župne, ali i šire zajednice.
Procesija se u Valenciji prvi puta u ispravama spominje 1355., a redovito se godišnje održava od 1372. godine. Za kalež u valencijskoj katedrali, koji se redovito nosi i u procesiji, postoji predaja kako bi mogao biti sveti gral. U pohodu gradskim ulicama nosi se i pokaznica za koju se drži da je među najvećima na svijetu. Procesiju prati zvonjava crkvenih zvona, dok stanovnici s balkona i prozora bacaju latice različitog cvijeća. Sudionici ophoda odijevaju se u starozavjetne (Adam, Eva, Mojsije, David) i novozavjetne likove (apostoli, evanđelisti) te svetce. Stariji muškarci u bijelim haljinama nose visoke svijeće (slika prizora pred Božjim prijestoljem iz Otkrivenja). Tijekom procesije pjeva se na valencijskom dijalektu, uz pratnju puhača.

## Procesija danas
Napomene u redu euharistijskih procesija donose upute o slavljenju same procesije. Donosi se preporuka tijeka procesije, broj postaja nije određen. Zanimljivo je da obrednik iz 1974. spominje samo stajališta s euharistijskim blagoslovom, dok u obredniku iz 1985. stoji: „Gdje se ne mogu ili nije zgodno držati četiri postaje, može ih se uzeti manje“. Postaje su tematski određene te odražavaju određene vidove euharistije. 
- Prva postaja govori o Euharistiji kao trajnoj prisutnosti Kristovoj (Iv 6, 41-51 ili Iv 6, 51-58; pripjevni psalam: 84 (83)),

»Braćo i sestre! Ovom svečanom procesijom pronosimo presveti sakrament Tijela Kristova našim mjestom da mu iskažemo javno štovanje. U tom sakramentu među nama je trajno prisutan Spasitelj Isus Krist. Ovom pobožnošću mi javno ispovijedamo vjeru u prisutnost Tijela Kristova pod prilikama kruha, klanjamo mu se i zahvaljujemo za dar njegove prisutnosti među nama. Priključimo se svi stoga ovoj poklonstvenoj molitvi.«
- Druga postaja ima temu Euharistija – Kristov i naš Vazam (Lk 22, 7-8, 14-20 ili Mk 14, 12-16, 22-26; pripjevni psalam: Ps 111 (110)),

»Braćo i sestre! Euharistija je novi Vazam: Spomen Kristove smrti i uskrsnuća, kada je Krist slavno prešao s ovog svijeta k Ocu. Njoj je stari židovski Vazam bio navještaj i priprava. Kad god slavimo euharistiju, mi snagom Kristove smrti i uskrsnuća također prelazimo s Njime iz grijeha u nevinost, iz ropstva u slobodu, iz smrti u život. Oslobođeni Kristovim Vazmom prinesimo mu dostojnu hvalu.«
- Treća postaja ima temu Euharistija – žrtva (1 Kor 11, 23-29 ili Heb 9, 11-15; pripjevni psalam: Otk 4, 11. 5. 9. 10-12),

»Braćo i sestre! Euharistija je sakrament Kristove žrtve na križu, kojom smo otkupljeni. Kad je slavimo, mi se svaki puta pridružujemo toj žrtvi, u nju uključujemo svoje duhovne žrtve te postajemo dionici Kristova spasenja. I euharistija poslije mise, u našim svetohraništima, nastavlja Kristove žrtvenu prisutnost i nas trajno pridružuje Njegovoj žrtvi. Proslavimo stoga živom mjerom i s poštovanjem Kristovo tijelo koje je kao žrtva za nas predano.«
- Četvrta postaja ima temu Euharistija – gozba (Iv 6, 24-35 ili 1 Kor 10, 16-17; pripjevni psalam: Ps 23).

»Braćo i sestre! Euharistija je gozba tijela i krvi Kristove pod prilikama kruha i vina. Ona nas najuže sjedinjuje s Kristom te nam pričesnim dodirom iz Njegovog proslavljenog tijela dolazi božanski život koji nas već sada pripravlja za puno dioništvo u Kristovu životu po uskrsnuću tijela. Ona nas povezuje međusobno: po jednome kruhu tijela Kristova svi koji ga blagujemo postajemo jednim tijelom. I ova pobožnost upućuje nas na pričest Tijela i Krvi Kristove. Zato i štujemo Tijelo Kristovo da bismo ga dostojno blagovali te po Njemu postali jedno s Kristom i jedno međusobno.«
Euhološki obrasci pri podjeljivanju blagoslova na prve dvije postaje je identičan te se zaziva nad pojedince i plodove zemlje, na trećoj postaji samo nad pojedince, a na četvrtoj postaji blagoslov se zaziva da štiti i sačuva mjesto, stanovnike, polja i plodove.

## Misna čitanja
Tijelova pripada svetkovinama vremena kroz godinu. Slavi se uvijek u četvrtak nakon svetkovine Presvetoga Trojstva. Nema svoja određena čitanja tj. misna čitanja razlikuju se ovisno o liturgijskoj godini (A, B ili C). U bogoslužju se, nakon drugoga čitanja, pjeva ili čita posljednica Hvali Sion Spasitelja.
- Unutar ciklusa godine A uzimaju se za prvo čitanje Pnz 8,2-3. 14b-16a, pripjevi psalam 147, 12-13. 15-16. 19-20, drugo čitanje 1 Kor 10, 16-17 te evanđelje Iv 6, 51-58.
- Unutar ciklusa godine B uzima se za prvo čitanje Izl 24, 3-8, pripjevni psalam 116 (115), 12-13. 15 i 16bc. 17-18, drugo čitanje Heb 9, 11-15 te evanđelje Mk 14 12-16. 22-26.
- Unutar ciklusa godine C uzima se za prvo čitanje Post 14, 18-20, pripjevni psalam 110(109), 1.2.3.4bc, drugo čitanje 1 Kor 11,23-26 te evanđelje Lk 9, 11b-17.

Redak prije evanđeoskog čitanja isti je za sve tri godine te se uzima iz Ivanova evanđelja, Iv 6, 51. 

## Glazba

### Posljednica
Unutar srednjovjekovne liturgije, slavljene na latinskomu jeziku i pjevane gregorijanskim koralom, u vjerničkom puku javljaju se i pobožnosti popraćene pjevanjem. Tako se javljaju pohvale (laudae) i posljednice (sequetiae), pjevane na narodnim jezicima i melodijski oslonjenima na pučke profane pjesme. Tijelovo također ima svoju posljednicu („Hvali Sion Spasitelja”), koja se pjeva ili čita u sklopu Službe Riječi, prije Evanđelja. Autorstvo se pripisuje sv. Tomi Akvinskom, iako se to ne može sa sigurnošću tvrditi, ali svakako je pisana u duhu njegove teološke misli.

### Liturgijska glazba
O svetkovini Tijelova na svetim misama i u ophodima prednost se daje, tj. preporučuje se pjevanje euharistijskih popijevki, himana i korala, kao i kod pobožnosti klanjanja Presvetomu Oltarskomu Sakramentu. Nakon procesije, ulaskom u crkvu, prije završnoga blagoslova, pjeva se himan Te Deum (Tebe Boga hvalimo) i koral Divnoj dakle (zapravo 5. i 6. kitica korala Usta moja). Na svakoj postaji procesije, prigodom kađenja oltara s Presvetim, pjeva se poklik Svet, svet, svet. U Zagrebu i okolici kao završna pjesma nakon klanjanja i euharistijskih procesija pjeva se popijevka Ne ostavi nas nigdar.
Jedna od najpjevanijih euharistijskih pučkih popijevki, s različitim inačicama diljem Dalmacije, jest pjesma Zdravo, Tijelo (Zdravo, Tilo), dok je uvriježena dvoglasna melodija s područja Kastva. Često se izvode i popijevke Jedan kruh, Od sva se četiri vjetra, Uzmite, jedite, Sakramentu veličajnom i druge, kao i himan Klanjam ti se smjerno. Izvode se i pjesme posvećene Krvi Kristovoj.

## Nadnevak
Tijelovo je pomični blagdan koji se slavi u četvrtak nakon svetkovine Presvetoga Trojstva. Svetkovina Presvetog Trojstva se pak slavi u nedjelju nakon Duhova (Pedesetnice), koji se slave pedeseti dan nakon Uskrsa (brojeći i sam Uskrs kao prvi dan). 
Budući da je Uskrs uvijek u nedjelju, onda su Duhovi također uvijek u nedjelju. Svetkovina Presvetog Trojstva je u nedjelju nakon Duhova, a Tijelovo je u četvrtak nakon te nedjelje. To pak znači da je Tijelovo jedanaesti dan nakon Duhova tj. šezdeseti dan poslije Uskrsa (ne brojeći Uskrs kao prvi dan).
Najraniji mogući nadnevak svetkovine je 21. svibnja (tako je bilo 1818.), a najkasniji 24. lipnja, ujedno i Ivanje (tako je bilo 1943.). Ako se Tijelovo iznimno slavi u nedjelju (u mjesnim crkvama u kojima nije zapovjedni blagdan), nadnevak može biti između 24. svibnja i 27. lipnja. 

## Praznik
Tijelovo je neradni dan i državni praznik u državama s pretežnim ili većinski katoličkim stanovništvom:
- Argentina,
- Austrija,
- Bolivija,
- Bosna i Hercegovina,
- Brazil,
- Dominikanska Republika,
- Ekvatorska Gvineja,
- Grenada,
- Haiti,
- Hrvatska,
- Istočni Timor,
- Kolumbija,
- Lihtenštajn,
- Monako,
- Njemačka (pojedine savezne pokrajine),
- Paragvaj,
- Peru,
- Poljska,
- Portoriko,
- Portugal,
- San Marino,
- SAD (pojedine savezne države),
- Sveta Lucija,
- Španjolska,
- Švicarska,
- Trinidad i Tobago te
- Venezuela.

## U umjetnosti
Tijelovske procesije motiv su brojnih slika europskih baroknih, renesansnih i kasnijih slikara.
Tijelovo i tijelovske procesije čest su motiv i u kršćanskoj književnosti. Među antologijske primjere hrvatske poezije ubrajaju se Korosanti Ive Lendića.

## Zanimljivost
Nakon prestanka epidemije kuge u Dubrovniku, svi oni koji nisu imali valjan razlog izostati s euharistijskoga slavlja na Tijelovo, vlastima su morali platiti određeni iznos novca.

## Povezano
- Tijelo Kristovo
- Krv Kristova
- Stvarna Kristova prisutnost u euharistiji
- Euharistijsko klanjanje
- Euharistijsko čudo
- Međunarodni euharistijski kongres
- Hostija

## Vanjske poveznice
|  | Zajednički poslužitelj ima još gradiva o temi Tijelovo |

Mrežna mjesta
- Tijelovo. Hrvatska enciklopedija. 2013–2025CS1 održavanje: format datuma (link)